# Georg Friedrich Mölling
Georg Philipp Friedrich Mölling (* 21. Februar 1796 in Bücken, Grafschaft Hoya; † 21. Januar 1878 in Bremen) war ein deutscher Jurist und Politiker.

## Leben

### Frühe Karriere
Mölling entstammte einer Familie aus vermutlich hugenottischen Ursprung, die im Frankfurter Raum ansässig war. Ende des 17. Jahrhunderts siedelte sie nach Norddeutschland über. Seine Eltern waren Heinrich Philipp Friedrich Mölling, der als Advokat in Hoya tätig war und dessen Ehefrau Sophia Margarethe geb. Steding. Mölling besuchte ab 1811 das Gymnasium in Lemgo
und studierte anschließend von 1814 bis 1817 Rechtswissenschaft an der Georg-August-Universität Göttingen und wurde 1815 Mitglied des Corps Bremensia. 1818 trat er in den Staatsdienst des Großherzogtums Oldenburg und wurde Amtsauditor in Wildeshausen, 1819 Landgerichtssekretär in Neuenburg (Friesland), 1820 Landgerichtsassessor in Oevelgönne, 1824 Justitiar bei der Herzoglich Oldenburgischen Güterverwaltung für die Fideikomißgüter in Lensahn und das Allodialgut in Manhagen sowie Gerichtshalter in Lensahn. Ab 1826 war er auch provisorischer Beamter für das Amt Kollegiatstift und ab 1830 interimistischer Bürgermeister und Stadtsyndikus in Oldenburg in Holstein. 1833 wurde er Amtmann in Eutin, 1847 mit dem Titel Hofrat als Landvogt Vorsitzender der Konsistorialdeputation in Jever. 1858 wurde er wegen seiner republikanischen Haltung zur Disposition gestellt.

### Politische Tätigkeit
Nach dem Ausbruch der Revolution von 1848 beteiligte sich Mölling unmittelbar an der Volksbewegung und errang rasch eine führende Rolle errang. Mit einer kleinen Veröffentlichung griff er in die noch am Anfang stehende Diskussion zu einer Oldenburgischen Verfassung ein und wurde vermutlich deswegen im März 1848 für das Amt Jever in die Versammlung der 34 gewählt, die als Verfassunggebende Versammlung über den Entwurf der Verfassung beraten sollte. Im April 1848 wurde er in die Frankfurter Nationalversammlung gewählt und schloss sich im Unterschied zu den übrigen oldenburgischen Abgeordneten der gemäßigten Politischen Linken im Paulskirchenparlament und folgerichtig der Fraktion Nürnberger Hof an. Später wechselte er zur großdeutsch-demokratischen Gruppe Deutscher Hof. Als einziger oldenburgischer Abgeordneter nahm er im Juni 1849 an den Sitzungen des sog. Rumpfparlaments in Stuttgart teil, das fast ausschließlich aus Abgeordneten der Linken bestand. Weiterhin war er Mitglied des Centralmärzvereins. Im Juli 1849 kehrte er nach Jever zurück, wo er begeistert begrüßt und im Triumphzug durch die Straßen geführt wurde. Mölling wurde sofort wieder in der Landespolitik aktiv und war von 1849 bis 1858 Mitglied des Landtags, in dem er als einer der Führer der linken Opposition beträchtlichen Einfluss besaß. Als erklärter Gegner der Erfurter Union und speziell des Bündnisses Oldenburgs mit dem aus seiner Sicht reaktionären Preußen rief er zum Boykott der Wahlen für das Erfurter Unionsparlament auf. Zusammen mit Dagobert Böckel organisierte er die Protestversammlungen gegen den Versuch der Regierung, mit Hilfe einer Wahlrechtsänderung die Opposition auszuschalten. Ebenso wie in Frankfurt bekannte er sich auch jetzt zu dem Doppelziel einer freiheitlichen Verfassung und eine großdeutsche Einigung Deutschlands. Als die Regierung mit dem Versuch, ihn mit beamtenrechtlichen Maßnahmen politisch zu disziplinieren, scheiterte, nutzte sie schließlich die oldenburgische Justizreform von 1858, um Mölling – wie auch vorher schon Böckel – zum 9. August 1858 zur Disposition.

### Weiterer Lebensweg
Im selben Jahr emigrierte er in die Vereinigten Staaten und war zeitweilig Notar in Philadelphia. Nach Gründung des Norddeutschen Bundes kehrte er nach Deutschland zurück, wurde jedoch – entgegen seinen Hoffnungen – nicht mehr politisch aktiv.

## Familie
Mölling war seit dem 14. Juni 1821 mit Dorothea Christine Elisabeth geb. Bode (1799–1832) verheiratet. Der Ehe entstammte der Sohn Heinrich Johannes Georg (1825–1888), ab 1870 Oberbürgermeister von Kiel. Bei ihm verbrachte Mölling einige Jahre nach seiner Rückkehr und lebte zuletzt in Bremen.

## Veröffentlichungen
- Versuch einer systematischen Darstellung des Holsteinisch-Deutschen Gesinderechts und des Entwurfs einer Gesindeordnung. Oldenburg. 1838.
- Zwölf Anträge, die Verfassung betreffend. Jever. 1848.
- Rechenschaftsbericht des Abgeordneten zur deutschen Nationalversammlung Moelling in Jever über sein Wirken in der Nationalversammlung, seinen Wählern erstattet am 15. 7. 1849. Jever. 1849.